# Mesnil-Martinsart
Mesnil-Martinsart (picardisch: Au Mouni-Martinchart) ist eine nordfranzösische Gemeinde mit 237 Einwohnern (Stand 1. Januar 2022) im Département Somme in der Region Hauts-de-France. Die Gemeinde gehört zum Kanton Albert und ist Teil der Communauté de communes du Pays du Coquelicot.

## Geographie
Die Gemeinde liegt auf den Höhen am rechten Ufer des Flüsschens Ancre. Das Gemeindegebiet reicht im Süden bis an die Départementsstraße D20 und stößt hier an Albert. Die Ortsteile Mesnil und Martinsart sind deutlich getrennt; Martinsart liegt rund 4 km nördlich von Albert, Mesnil rund 1,5 km nördlich von Martinsart. Im Gemeindegebiet befinden sich mehrere britische Soldatenfriedhöfe.

## Geschichte
Die Gemeinde erhielt als Auszeichnung das Croix de guerre 1914–1918.

## Einwohner
| 1962 | 1968 | 1975 | 1982 | 1990 | 1999 | 2006 | 2010 |
| ---- | ---- | ---- | ---- | ---- | ---- | ---- | ---- |
| 228  | 231  | 211  | 197  | 240  | 233  | 219  | 241  |

## Verwaltung
Bürgermeister (maire) ist seit 2001 Daniel Decaluwe.

## Sehenswürdigkeiten
- Kirche Sainte-Gilles in Martinsart
- Kirche Saint-Nicolas in Mesnil
- Kapelle Notre-Dame du Rosaire
- Eine 2006 an der Mairie angebrachte irische Gedenktafel

## Persönlichkeiten
- Louis-Fernand Flutre (1892–1978), Hochschullehrer, Literaturwissenschaftler, wurde hier geboren.